# 夏目久子
夏目 久子（なつめ ひさこ、1942年9月 -）は、日本のメゾソプラノ歌手。

## 人物
京都府京都市出身。1961年に同志社高等学校を卒業し、1965年に同志社女子大学学芸学部音楽科声楽専攻を卒業した。
文化庁主催オペラ、二期会オペレッタ事業団ミュージカルなど、オペラ、オペレッタ、ミュージカルに出演し、ドイツ、オーストリア、ロシアなど海外でも公演した。2010年、革新・愛知の会主催の「音楽と講演の夕べ」に出演した。平成19年度文化庁「文化芸術による創造のまち」支援事業。

## 肩書
- アンサンブル・シオン指揮者、山案子の会・紫苑会主宰[4]。
- 1989年より、名古屋二期会理事[1][3]。
- 日本演奏連盟会員[6]。
- 頌啓会（同志社女子大学音楽学会）会員。
- 2009年より、名古屋文化短期大学講師[1][3]。
- 名古屋市文化振興事業団理事[4]。

## 受賞歴
- 平成17年度「名古屋市都市景観賞・まちづくり部門」受賞。[要検証 – ノート]
- 平成23年度 愛知県芸術文化選奨文化賞受賞[1][7]